# Родионово (Челябинская область)
Родионово — деревня в Увельском районе Челябинской области России. Входит в состав Рождественского сельского поселения.

## География
Деревня находится в восточной части Челябинской области, в лесостепной зоне, к югу от автодороги 75К-241, на расстоянии примерно 20 километров (по прямой) к востоку-юго-востоку (ESE) от посёлка Увельского, административного центра района. Абсолютная высота — 216 метров над уровнем моря.
Часовой пояс
Деревня Родионово, как и вся Челябинская область, находится в часовой зоне МСК+2. Смещение применяемого времени относительно UTC составляет +5:00.

## Население
| 2002 | 2010 |
| ---- | ---- |
| 182  | ↘172 |

Гендерный состав
По данным Всероссийской переписи населения 2010 года в гендерной структуре населения мужчины составляли 45,3 %, женщины — соответственно 54,7 %.
Национальный состав
Согласно результатам переписи 2002 года, в национальной структуре населения русские составляли 87 %.

## Улицы
Уличная сеть деревни состоит из трёх улиц.